# Johann Ignaz Schiffermüller

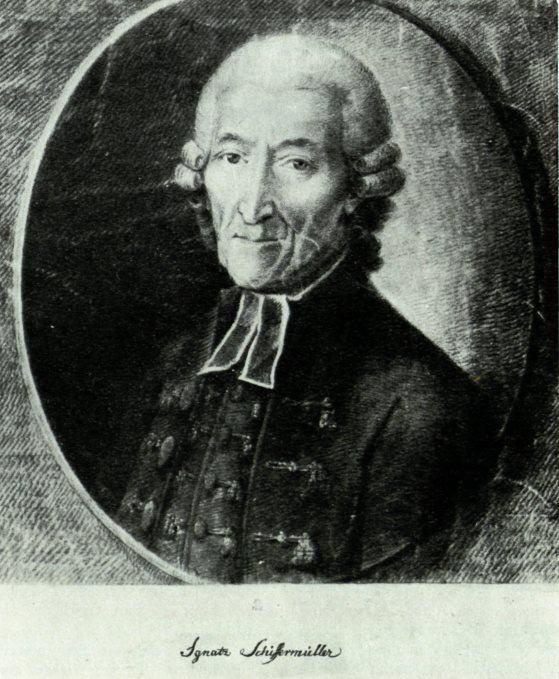
Johann Ignaz Schiffermüller

Johann Ignaz Schiffermüller (* 2. November 1727 in Hellmonsödt; † 21. Juni 1806 in Linz) war Theologe, Professor für Zivil- und Militär-Architektur und daneben ein bedeutender österreichischer Lepidopterologe (Schmetterlingsforscher) und Zoologe.

## Leben

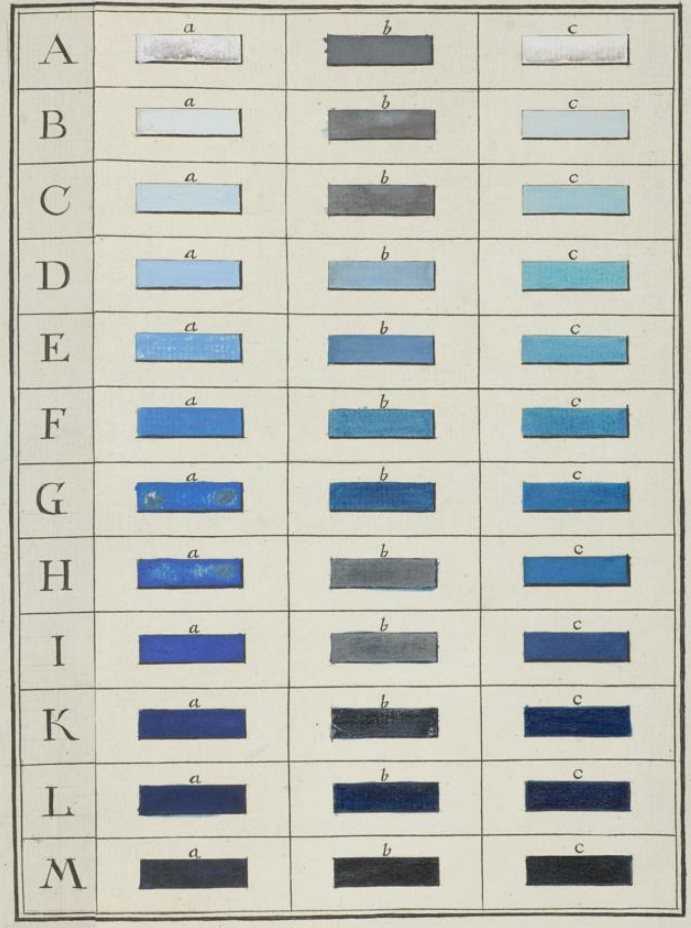
36 Blautöne aus Versuch eines Farbensystems

Nach dem Besuch des Gymnasiums trat Ignaz Schiffermüller 1746 in den Orden der Gesellschaft Herz Jesu ein. Er studierte in Wien Theologie und beschäftigte sich daneben mit botanischen, mineralogischen und ornithologischen Studien und Numismatik. Nach der Priesterweihe wurde er Subregent im Seminar zu St. Pankraz. 1759 wurde er an das k. k. Theresianum in Wien berufen, wo er architektonisches Zeichnen für Zivil- und Militärbaukunst 15 Jahre lang lehrte. Er beschäftigte sich daneben weiter mit den Naturwissenschaften, ganz besonders der Schmetterlingskunde, wodurch seine Vorliebe für das Farbenstudium genährt wurde. In der Entwicklung wissenschaftlicher Farbnomenklaturen nimmt Schiffermüller eine prominente Stellung ein. Ausgangspunkt für seinen Versuch eines Farbensystems war der Wunsch, für die zahllosen Farben der Naturwelt eine standardisierte Taxonomie einzuführen. Schiffermüllers Pionierarbeit zeigt als Ganzes ein feines Gespür für Farbnuancen und ihren exakten lexikalischen Ausdruck. 1776 erschien sein über 300 Seiten umfassendes Werk Systematisches Verzeichniß der Schmetterlinge der Wienergegend.
1777 (der Jesuitenorden war 1773 aufgehoben worden) ging Schiffermüller an das "Nordische Stift" in Linz, ein Internat für katholische Kinder aus skandinavischen Ländern ("Collegium Nordicum") und erhielt den Titel Kaiserlicher Rat. Er legte für das Collegium am Froschberg (beim heutigen Bergschlössl) einen "ökonomisch-botanischen Garten" nach dem System von Carl von Linné an, der vor allem Unterrichtszwecken dienen sollte, aber auch von zahlreichen botanisch interessierten Reisenden wie z. B. Friedrich Nicolai oder Franz de Paula Schrank besucht wurde. Nachdem 1787 das Stift aufgelöst und der Garten verkauft worden war, ging Schiffermüller an das Dekanat nach Waizenkirchen und kam schließlich nach Linz als Titulardomherr zurück, wo er 1806 starb.
Schiffermüller hinterließ eine handschriftliche Autobiographie ("Lebensbeschreibung"), die zum Ende seines Lebens entstanden ist. Ein Teil seiner umfangreichen Insektensammlung ging an das Kaiserliche Hof-Naturalienkabinett und verbrannte dort im Jahr 1848.

## Werk

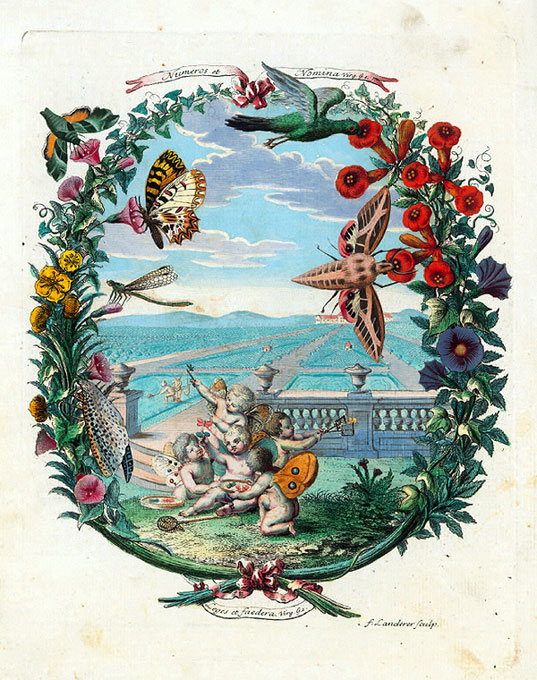
Frontispiz von Denis und Schiffermüllers Ankündung eines systematischen Werkes der Schmetterlinge der Wienergegend, 1775

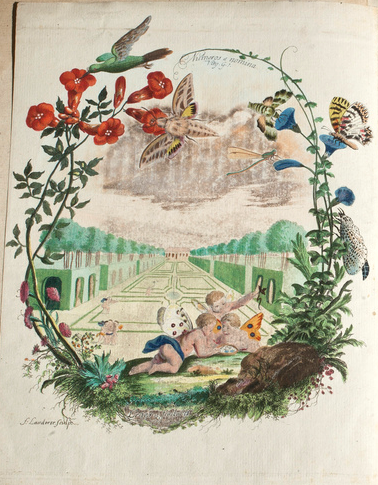
Frontispiz von Denis und Schiffermüllers Systematisches Verzeichniß der Schmetterlinge der Wienergegend, 1776

### Versuch eines Farbensystems
Ältere Versuche für ein Farbsystem hatten sich als mangelhaft erwiesen, deshalb gab Schiffermüller 1772 den Versuch eines Farbensystems und Ordnung der Farbenklasse heraus. Als mangelhafte Versuche nennt er z. B. Giovanni Antonio Scopoli (1723–1788) (Entomologia Carniolica, 1763) und August Johann Rösel von Rosenhof (1705–1759) (Insecten-Belustigung, 1746–1761). Zur Veranschaulichung seines eigenen Modells präsentierte Schiffermüller in tabellarischer Form eine hierarchische Klassifikation von 36 Blautönen mit 81 deutschen Namen, ihren lateinischen und französischen Äquivalenten und einer Farbkarte mit 36 handbemalten Mustern. Das Werk enthält außerdem einen zwölfteiligen Farbenkreis, der die optischen Theorien Louis-Bertrand Castels (1688–1757) widerspiegelt.

### Systematisches Verzeichniß der Schmetterlinge der Wienergegend
Zusammen mit Michael Denis sammelte und bearbeitete er die Schmetterlinge der Wiener Umgebung und veröffentlichte als Ergebnis im Jahre 1776 das Systematische Verzeichniß der Schmetterlinge der Wienergegend, herausgegeben von einigen Lehrern am k. k. Theresianum. Im Jahr 1775 gab es eine Ausgabe in geringer Höhe des Werkes unter dem Titel Ankündung eines systematischen Werkes von den Schmetterlingen der Wienergegend, herausgegeben von einigen Lehrern am k. k. Theresianum. Es unterscheidet sich nur gering von der späteren Ausgabe, unter anderem wurden auf zwei Tafeln die Abbildungen etwa spiegelbildlich vertauscht und dabei die Nummerierung von zwei Figuren vertauscht. Die Änderungen wurden im Text nicht nachvollzogen, so dass die Ausgabe von 1776 falsche Abbildungshinweise enthält. Schiffermüller und Denis wollten ursprünglich ein umfassendes Werk zur Naturgeschichte der Schmetterlinge erstellen, das ihre ersten Stände (Ei, Raupe, Puppe), die Nahrungspflanzen der Raupen und die Falter beschreibt. Dazu hatte Schiffermüller Miniaturmalereien von 400 Raupen gemalt. Aus dem umfassenden Werk wurde nichts, stattdessen wurde 1776 das „Wiener Verzeichnis“ veröffentlicht, das 1150 Schmetterlinge behandelt und etwa 150 neue Arten aufführt, diese aber oft nicht beschreibt. Das führt dazu, dass die Autorschaft bei einigen Arten umstritten ist, da es keine gültige Erstbeschreibung im Sinne der Internationalen Regeln für die Zoologische Nomenklatur gibt.
Schiffermüller gab als Herausgeber nur herausgegeben von einigen Lehrern am k. k. Theresianum an. Auf die Nennung des eigenen Namens verzichtet er, da einige Freunde  eigene Beobachtungen beigesteuert haben und besonders Michael Denis viel beim Bestimmen und Ordnen geholfen hat, wie er an Linné schrieb. Da das Werk damit anonym veröffentlicht wurde und die Ankündung von der Internationalen Kommission für Zoologische Nomenklatur als eigenes Werk angesehen wird, werden die in diesen Büchern beschriebenen Arten mit geklammerten Autorennamen und dem Jahr der Ankündung zitiert: [Denis & Schiffermüller], 1775.
Im Systematischen Verzeichnis wendet er konsequent die von Linnaeus einige Jahre zuvor geschaffene binäre Nomenklatur an, indem er diese bei der Artbenennung bevorzugt und hervorhebt, was ein entscheidender Beitrag zur Verbreitung der neuen Nomenklatur war. Schiffermüller war der Ansicht, dass alle Tiere und Pflanzen in ihren Erscheinungsformen verwandt seien und dass man immer wieder Übergangsformen finden könne. Er nennt als Verbindung zwischen Fischen und Vögeln den Fliegenden Fisch, zwischen Vögeln und Vierfüßern die Fledermaus. Direkt an die Vögel reiht er die Schmetterlinge über die Schwärmer an, denen die Nachtfalter und Tagfalter folgen (der Stechapfelschwärmer ist der Totenkopfschwärmer (Acherontia atropos)):

„Man halte erstlich den Bau des Abend- und Nachtschmetterlinges gegen jenen des Tagschmetterlinges. Die ersten haben einen großen, dicken, schweren Leib, dicht mit Federchen besetzet, an dem man die Ringe oder Einschnitte nur wenig bemerket. Ihre Rollzunge ist meistens hornartig, ihre Augen gleichen mehr den Augen der Vögel, indem man an einigen sogar den Apfel ausnimmt, ihre Füße haben eingreifendere Klauen. Der Stechapfelschwärmer giebt Selbsten einen zwitschernden Laut von sich...“

## Ehrungen
Die Ignaz-Schiffermüller-Medaille, die für ein bedeutendes monographisches Werk mit taxonomischem und zoogeographischem Schwerpunkt vergeben wird, erinnert an Schiffermüller und sein Werk.
Die Unterart Pseudophilotes vicrama schiffermuelleri (Hemming 1929) aus der Familie der Bläulinge (Lycaenidae) und die Gattung Schiffermuelleria  Hübner 1825 aus der Familie der Faulholzmotten (Oecophoridae) wurden nach ihm benannt.